# Simning vid världsmästerskapen i simsport 2022 – Herrarnas 1 500 meter frisim
Herrarnas 1 500 meter frisim vid världsmästerskapen i simsport 2022 avgjordes mellan den 24 och 25 juni 2022 i Donau Arena i Budapest i Ungern.
Italienska Gregorio Paltrinieri tog guld efter ett lopp på 14.32,80, vilket blev ett nytt Europa- och mästerskapsrekord. Silvret togs av amerikanska Bobby Finke och bronset togs av tyska Florian Wellbrock.

## Rekord
Inför tävlingens start fanns följande världs- och mästerskapsrekord:
|                   | Namn      | Nation | Tid      | Ort             | Datum          |
| ----------------- | --------- | ------ | -------- | --------------- | -------------- |
| Världsrekord      | Sun Yang  | Kina   | 14.31,02 | London, England | 4 augusti 2012 |
| Mästerskapsrekord | Zhang Lin | Kina   | 14.34,14 | Shanghai, Kina  | 31 juli 2011   |

Följande rekord slogs under tävlingen:
| Datum   | Omgång | Namn                 | Nationalitet | Tid      | Rekord |
| ------- | ------ | -------------------- | ------------ | -------- | ------ |
| 25 June | Final  | Gregorio Paltrinieri | Italien      | 14.32,80 | 0MR0   |

## Resultat

### Försöksheat
Försöksheaten startade den 24 juni klockan 10:11.
| Placering | Heat | Bana | Namn                  | Nationalitet   | Tid           | Noteringar    |
| --------- | ---- | ---- | --------------------- | -------------- | ------------- | ------------- |
| 1         | 2    | 4    | Florian Wellbrock     | Tyskland       | 14.50,12      | 0Q0           |
| 2         | 2    | 5    | Mychajlo Romantjuk    | Ukraina        | 14.50,68      | 0Q0           |
| 3         | 3    | 5    | Bobby Finke           | USA            | 14.50,71      | 0Q0           |
| 4         | 2    | 2    | Guilherme Costa       | Brasilien      | 14.53,03      | 0Q0, 0AR0     |
| 5         | 2    | 6    | Damien Joly           | Frankrike      | 14.53,47      | 0Q0           |
| 6         | 3    | 3    | Lukas Märtens         | Tyskland       | 14.53,59      | 0Q0           |
| 7         | 3    | 4    | Gregorio Paltrinieri  | Italien        | 14.54,56      | 0Q0           |
| 8         | 2    | 3    | Daniel Jervis         | Storbritannien | 14.56,89      | 0Q0           |
| 9         | 3    | 1    | Daniel Wiffen         | Irland         | 14.57,66      | 0NR0          |
| 10        | 3    | 6    | Charlie Clark         | USA            | 15.00,33      |               |
| 11        | 3    | 0    | Krzysztof Chmielewski | Polen          | 15.07,70      |               |
| 12        | 2    | 0    | Kim Woo-min           | Sydkorea       | 15.08,50      |               |
| 13        | 3    | 8    | Henrik Christiansen   | Norge          | 15.09,53      |               |
| 14        | 3    | 2    | Samuel Short          | Australien     | 15.10,14      |               |
| 15        | 3    | 9    | Marwan Elkamash       | Egypten        | 15.10,80      |               |
| 16        | 3    | 7    | Nguyễn Huy Hoàng      | Vietnam        | 15.15,06      |               |
| 17        | 2    | 1    | Ákos Kalmár           | Ungern         | 15.21,44      |               |
| 18        | 2    | 7    | Carlos Garach         | Spanien        | 15.30,62      |               |
| 19        | 1    | 6    | Rafael Ponce de León  | Peru           | 15.54,72      |               |
| 20        | 1    | 4    | Rodolfo Falcón        | Kuba           | 16.02,43      |               |
| 21        | 2    | 9    | Tonnam Kanteemool     | Thailand       | 16.09,28      |               |
| 22        | 1    | 5    | Abib Khalil           | Libanon        | 16.12,11      |               |
| 23        | 1    | 3    | Jahir López           | Ecuador        | 16.57,92      |               |
| 24        | 2    | 8    | Cheng Long            | Kina           | Startade inte | Startade inte |

### Final
Finalen startade den 25 juni klockan 18:17.
| Placering | Bana | Namn                 | Nationalitet   | Tid      | Noteringar |
| --------- | ---- | -------------------- | -------------- | -------- | ---------- |
| 1         | 1    | Gregorio Paltrinieri | Italien        | 14.32,80 | 0MR0, 0ER0 |
| 2         | 3    | Bobby Finke          | USA            | 14.36,70 | 0AR0       |
| 3         | 4    | Florian Wellbrock    | Tyskland       | 14.36,94 |            |
| 4         | 7    | Lukas Märtens        | Tyskland       | 14.40,89 |            |
| 5         | 5    | Mychajlo Romantjuk   | Ukraina        | 14.40,98 |            |
| 6         | 6    | Guilherme Costa      | Brasilien      | 14.48,53 | 0AR0       |
| 7         | 8    | Daniel Jervis        | Storbritannien | 14.48,86 |            |
| 8         | 2    | Damien Joly          | Frankrike      | 15.09,15 |            |